# Horst Kreter
Horst Kreter (* 10. Dezember 1927 in Essen; † 8. August 2004 in Bernau) war ein Parteifunktionär der DDR-Blockpartei Nationaldemokratischen Partei Deutschlands und von 1961 bis 1982 Chefredakteur des NDPD-Zentralorgans National-Zeitung. Kreter war zudem von 1954 bis 1990 Abgeordneter der Volkskammer.

## Leben
Horst Kreter wurde am 10. Dezember 1927 als Sohn eines kaufmännischen Angestellten in Essen geboren. Nach dem Erlangen der Mittleren Reife wurde er 1943 zum Kriegsdienst in die Wehrmacht gezogen. 1945 geriet Kreter in sowjetische Kriegsgefangenschaft, in der er bis 1949 verblieb. Bei Kreter griff unter dem Eindruck der Kapitulation Hitlerdeutschlands die antifaschistische Umerziehung. Er wurde Mitglied in einem Antifa-Komitee, später Lehrer an einer Antifa-Schule. 
1949 kehrte Kreter in die Sowjetische Besatzungszone zurück, allerdings mit klaren politischen Maßgaben. Er war mit anderen Funktionären für den Aufbau der erst 1948 gegründeten Nationaldemokratischen Partei Deutschlands (NDPD) vorgesehen, einer Partei, die sich vor allem an ehemalige Parteigenossen und Wehrmachtsangehörige wandte. Kreter wurde sofort hauptamtlich im Parteivorstand der NDPD angestellt, wo er zunächst als Abteilungsleiter, später als Hauptabteilungsleiter bis 1952 tätig war. Parallel dazu begann er 1951 ein Studium, später Fernstudium an der Deutschen Akademie für Staats- und Rechtswissenschaft (DASR) in Potsdam, welches er 1954 als Diplom-Staatswissenschaftler abschloss. 1952 wurde Kreter nach Neubrandenburg geschickt, wo er einige Monate als politischer Geschäftsführer des NDPD-Bezirksvorstandes Neubrandenburg amtierte und 1952/53 dem Bezirkstag angehörte. Seit 1952 war er auch bis zur Auflösung der NDPD Mitglied in deren Hauptausschuss. Als Friedrich Pfaffenbach mit dem Vorsitz des Berliner NDPD-Bezirksvorstandes betraut wurde, übernahm Kreter 1953 als dessen Nachfolger den Vorsitz des NDPD-Bezirksvorstandes Halle und zog in den dortigen Bezirkstag ein. Im selben Jahr wurde er auch als NDPD-Vertreter in das Büro des Zentralrates der Freien Deutschen Jugend (FDJ) kooptiert, dessen Mitglied er bis 1963 blieb. 
Kreter zog 1954 erstmals für die NDPD in die Volkskammer ein, er vertrat seine Partei als Abgeordneter bis zum März 1990. 1955 rückte Kreter weiter im Parteiapparat auf, er wurde zunächst Mitglied des Parteivorstandes, dem er bis 1989 angehörte, später Mitglied des Präsidiums des Hauptausschusses der NDPD. Am 1. September 1961 wechselte Kreter auf den Posten des Chefredakteurs des NDPD-Zentralorgans National-Zeitung, den vorher Gustav Siemon innehatte. Daneben war er ab 1961 Mitglied des Präsidiums der Deutsch–Afrikanischen Gesellschaft und des Präsidiums der Freundschaftsgesellschaft DDR–Arabische Länder. Ab 1972 gehörte Kreter auch für einige Jahre dem Präsidium des Zentralvorstandes des Verbandes der Journalisten an. 
Von der Zeitung wechselte Kreter 1982 wieder in den Parteiapparat, er wurde zum Sekretär des Hauptausschusses der NDPD gewählt. In diesem Amt verblieb er bis zur politischen Wende im November 1989. Unter der neugebildeten Regierung Modrow kehrte Kreter nochmals in den journalistischen Bereich zurück, er war für einige Monate als Abteilungsleiter im Presse- und Informationsamt der Regierung tätig. Anschließend ging Kreter in den Vorruhestand.